# Tormenta geomagnética de julio de 2000

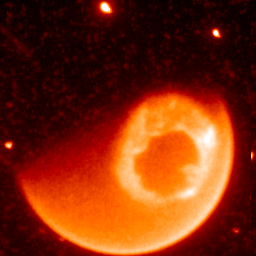
Aurora boreal observada con el instrumento FUV del satélite IMAGE entre el 15 y el 16 de julio de 2000, durante la tormenta solar del Día de la Bastilla.

Una poderosa tormenta geomagnética se produjo del 14 al 16 de julio de 2000 durante el máximo solar del ciclo solar 23. La tormenta comenzó el día nacional de Francia, el Día de la Bastilla, por lo que también se le conoce como la tormenta solar del Día de la Bastilla. Se trató de una erupción solar, un evento de partículas solares y una eyección de masa coronal que provocó una grave tormenta geomagnética.

## Descripción general

### Llamarada solar y evento de partículas
El 14 de julio de 2000, aproximadamente entre las 10:03 y las 10:43 UTC, los satélites GOES detectaron una erupción solar muy fuerte, de clase X5.7, que alcanzó su punto máximo de intensidad de rayos X suaves alrededor de las 10:24 UTC. Esta llamarada se originó en la región activa AR9077 que estaba ubicada cerca del centro del disco solar (N22 W02) en el momento de la llamarada.
Alrededor de las 10:41 UTC, los satélites GOES comenzaron a detectar un fuerte evento de partículas solares S3 asociado con la llamarada X5.7 en curso. Esto dio como resultado que protones de alta energía penetraran e ionizaran partes de la ionosfera de la Tierra y crearan ruido en varios sistemas de imágenes satelitales, como en los instrumentos EIT y LASCO. Algunas de estas partículas tenían suficiente energía para generar efectos medidos en la superficie de la Tierra, un evento conocido como mejora del nivel del suelo. Aunque la llamarada no fue extremadamente grande, el evento de partículas solares asociado fue el cuarto más grande desde 1967.

### Tormenta geomagnética
La detección de la llamarada solar también fue seguida por la detección de un halo, o eyección de masa coronal (EMC) dirigida a la Tierra en los datos del coronógrafo a partir de las 10:54 UTC.  Esta EMC llegó a la Tierra el 15 de julio causando una tormenta geomagnética los días 15 y 16 de julio, que alcanzaría un índice Kp máximo de 9+ en las últimas horas del 15 de julio, correspondiente a una tormenta geomagnética de nivel extremo, o G5, y que registraría un pico Dst de −301 nT. La tormenta causó daños menores a transformadores y satélites. También fue una de las tres únicas tormentas solares que registraron un Kp máximo de 9+ desde la tormenta geomagnética de marzo de 1989, las otras fueron las tormentas solares de Halloween de 2003 y las tormentas solares de mayo de 2024.

## Secuelas
Debido a que fue la primera gran tormenta solar desde el lanzamiento de varios satélites de monitoreo solar, el evento del Día de la Bastilla resultó importante para ayudar a los científicos a armar una teoría general sobre cómo ocurren las erupciones en el Sol, así como para proteger a la Tierra de un evento mayor. como un evento de clase Carrington, algún día en el futuro.
A pesar de su gran distancia del Sol, las sondas Voyager 1 y Voyager 2 pudieron observar el evento del Día de la Bastilla.